# Bolivianisch-portugiesische Beziehungen
Die bolivianisch-portugiesischen Beziehungen beschreiben das zwischenstaatliche Verhältnis zwischen Bolivien und Portugal. Die Länder unterhalten freundschaftliche Beziehungen.
Nach einigen Kontakten im 16. und 17. Jahrhundert sind heutige Berührungspunkte die gemeinsame Arbeit im Iberoamerika-Gipfel und der langsam, aber stetig zunehmende bilaterale Handel.
Seit der ibero-amerikanischen Sozialversicherungskonvention vom 10. November 2007 (port.: Convenção Multilateral Ibero-Americana de Segurança Social de 10 de novembro de 2007) besteht zwischen Bolivien und Portugal ein Sozialversicherungsabkommen, 2010 folgte ein erstes eingeschränktes Abkommen zur gegenseitigen Visumfreiheit.
Im Jahr 2001 waren in Bolivien 40 portugiesische Staatsbürger gemeldet, in Portugal waren im Jahr 2015 109 Bürger Boliviens registriert.

## Geschichte

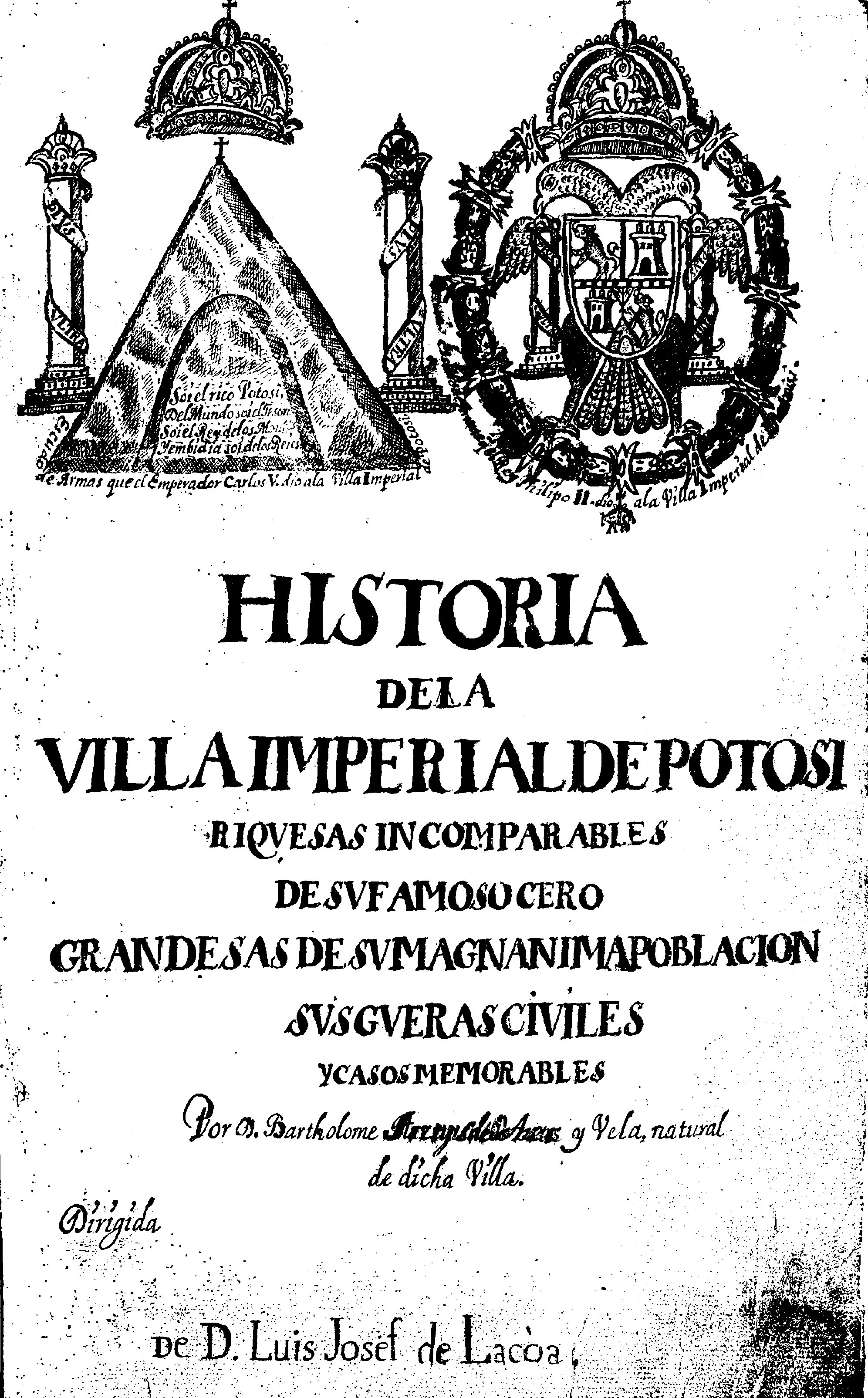
Arzáns de Orsúa y Velas Historia de la Villa Imperial de Potosí

Vom Silberreichtum in Potosí wurden auch Portugiesen angelockt. So lebte von 1579 bis 1657 hier der Portugiese António da Costa. In seiner Heimatsprache verfasste er die Historia de Potosí. Orsúa y Vela hielt Costa für einen studierten Historiker und verwendete Teile der Historia in seiner Historia de la Villa Imperial de Potosí. Orsúa y Vela ging stets davon aus, dass Costas Buch in Portugal verlegt worden sei, jedoch konnte dafür bis heute kein Beleg gefunden werden, auch die Anstrengungen Lewis Hankes blieben erfolglos.
In der Stadt Potosí trug eine der Hauptverkehrsstraßen im 16. Jahrhundert den Namen Luzitana.
1825 wurde Bolivien von Spanien unabhängig. Am 10. Mai 1879 schlossen Bolivien und Portugal in der bolivianischen Hauptstadt La Paz ein erstes Handels-, Schifffahrts- und Bergbauabkommen.
1969 richtete Portugal eine eigene Botschaft in Bolivien ein.
Im Juli 2013 kam es zu einem vorübergehenden diplomatischen Konflikt, als auch Portugal der Maschine des bolivianischen Präsidenten Evo Morales eine Zwischenlandung zur Treibstoffaufnahme verweigerte, nach einem Hinweis der französischen Regierung. Dies geschah auf Wunsch der USA, die Morales verdächtigten, bei seinem Rückflug aus Moskau Edward Snowden an Bord zu haben, und auf deren Wunsch einige Staaten dem Flugzeug des bolivianischen Präsidenten sowohl Überflug als auch Auftanken verweigerten. Bolivien protestierte gegen die beteiligten Länder, die das Leben seines Präsidenten gefährdet und internationale Gepflogenheiten verletzt hatten.

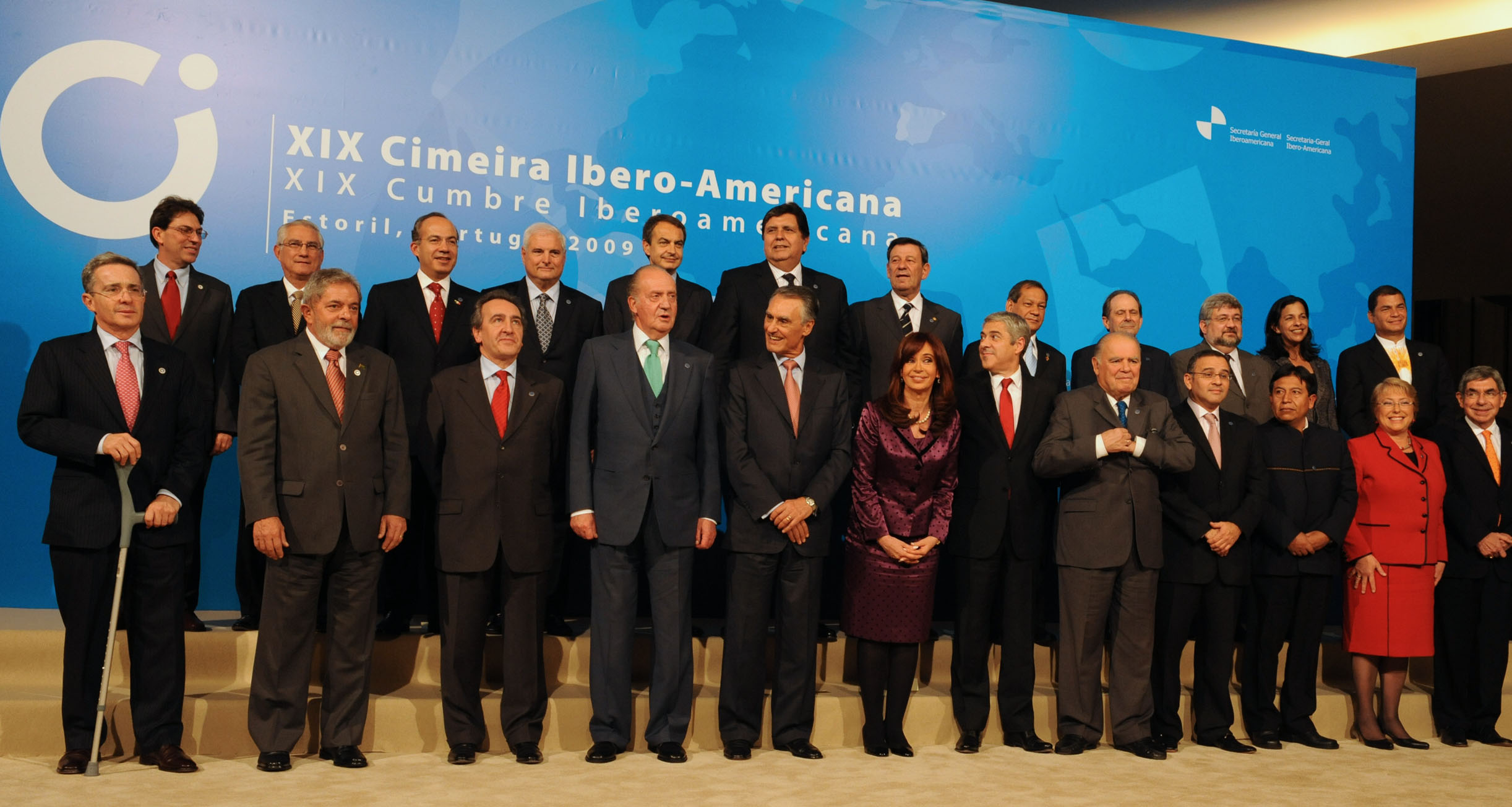
Die Staatschefs des 19. Iberoamerika-Gipfels in Portugal

Anfang 2014 bestellte Bolivien für sein Schulwesen portugiesische „Magalhães“-Computer und Tablets im Wert von zunächst 58 Mio. US-Dollar. Das Projekt beinhaltete die Errichtung eines Produktionsstandorts in Bolivien und die Lieferung von zunächst 125.000 Geräten an das bolivianische Bildungsprogramm ab Ende 2014.

## Diplomatie
Als erster ständiger Botschafter Portugals am bolivianischen Regierungssitz La Paz akkreditierte sich am 29. Juni 1969 Eduardo Augusto Andrade Condé.
Eine eigene Botschaft hat Portugal in Bolivien nicht eröffnet, der portugiesische Botschafter in Peru ist in La Paz doppelakkreditiert. In La Paz und in Santa Cruz sind portugiesische Konsulate geöffnet.
Auch Bolivien unterhält keine eigene Botschaft in Portugal, sondern ist hier über seine Botschaft in der spanischen Hauptstadt Madrid doppelakkreditiert. Ein bolivianisches Generalkonsulat ist in Lissabon in der Av. António Augusto Aguiar Nr. 13 eingerichtet.

## Wirtschaft
Die wirtschaftlichen Beziehungen beider Länder wachsen stetig, sind aber erst schwach ausgeprägt. Die portugiesische Außenhandelskammer AICEP unterhält noch keine eigene Kontaktstelle in Bolivien.
Im Jahr 2015 exportierte Portugal Waren im Wert von 6,96 Mio. Euro nach Bolivien (2014: 9,24 Mio.; 2013: 6,06 Mio.; 2012: 2,14 Mio.; 2011: 1,81 Mio.), davon 63,2 % Maschinen und Geräte, 14,2 % Kunststoffe, 7,1 % Steine und Erze und 6,7 % Textilien.
Im gleichen Zeitraum lieferte Bolivien Waren im Wert von 1,06 Mio. Euro an Portugal (2014: 0,74 Mio.; 2013: 11,05 Mio.; 2012: 0,98 Mio.; 2011: 1,39 Mio.), davon 62,4 % landwirtschaftliche Erzeugnisse, 24,0 % Leder und Häute, 12,2 % Holz und 0,1 % Bekleidung.
Damit stand Bolivien für den portugiesischen Außenhandel im Jahr 2015 an 109. Stelle als Abnehmer und an 133. Stelle als Lieferant. Im bolivianischen Außenhandel stand Portugal damit an 44. Stelle unter den Abnehmern und an 39. Stelle unter den Lieferanten.

## Sport
Die Bolivianische Fußballnationalmannschaft und die Portugiesische Nationalelf haben bisher erst einmal gegeneinander gespielt (Stand Januar 2017). Beim Freundschaftsspiel am 10. Juni 2003 in Lissabon gewann die portugiesische Auswahl mit 4:0.
Die Bolivianische und die Portugiesische Frauen-Nationalmannschaft trafen bisher noch nicht aufeinander.
Auch Fußballspieler beider Länder treten nur selten für Vereine im jeweils anderen Land an. Der Portugiese André Martins spielte zwischen 2010 und 2012 für den bolivianischen Club Bolívar.